# André Moulon
André Moulon (né le 10 août 1935 à Marseille et mort le 14 avril 2009 dans la même ville) est un footballeur français des années 1960, évoluant en défense centrale, qui devint entraîneur à l'issue de sa carrière.

## Biographie
Né dans le quartier des Crottes à Marseille, André Moulon commence sa carrière amateur lors de la saison 1948-1949 au CAM Addo où il reste jusqu'en 1956
De 1958  à 1961, toujours amateur, il joue en Algérie, à Sidi-Bel-Abbès, avant de revenir dans sa ville natale, pour intégrer l'effectif de l'Olympique de Marseille. En janvier 1962, alors qu'il était encore amateur, il devient titulaire, au côté d'Henry Leonetti, dans la défense centrale de l'O.M, alors en deuxième division, quelques jours après la nomination d'Otto Gloria comme entraîneur du club.
Le 26 septembre 1962, André Moulon était titulaire en défense centrale lors du premier match européen de l'Olympique de Marseille, en Coupe des villes de foires, participant ainsi à la victoire 1-0 de son club contre l'équipe belge de l'Union royale Saint-Gilloise.
Après trois saisons à l'O.M, il achève sa carrière lors de la saison 1964-1965 au Sporting club de Toulon.
Après sa carrière de joueur, il devient entraîneur. Il entraîne notamment l'équipe d'Avignon de 1986 à 1988.
André Moulon est mort le 14 avril 2009 dans sa ville natale, à l'âge de 73 ans.

## Carrière de joueur
- 1961-1964 :  Olympique de Marseille
- 1964-1965 :  Sporting Toulon Var[2]